# Inga vera
Inga vera är en ärtväxtart som beskrevs av Carl Ludwig von Willdenow. Inga vera ingår i släktet Inga och familjen ärtväxter.

## Underarter
Arten delas in i följande underarter:
- I. v. eriocarpa
- I. v. spuria
- I. v. vera

## Bildgalleri

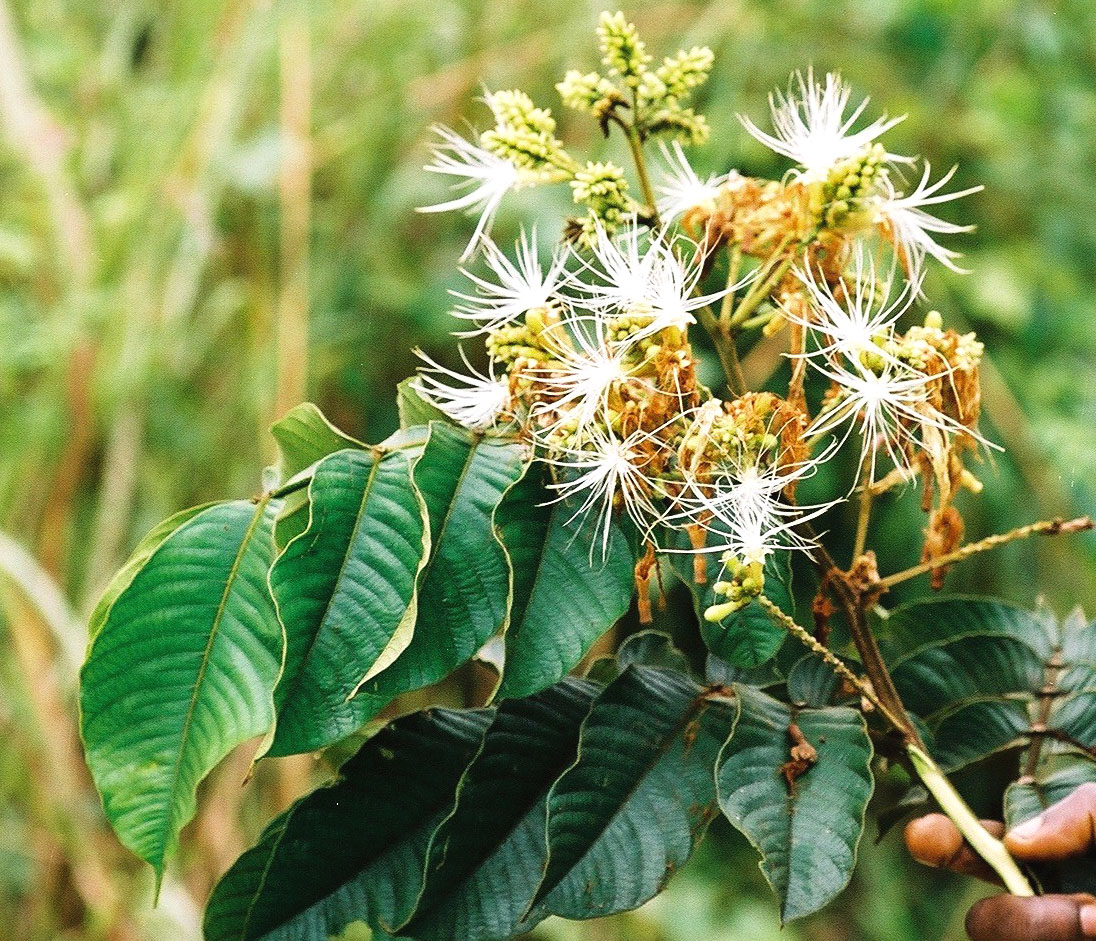